# Robert Mammone
Robert Mammone (1971) es un actor australiano, conocido principalmente por haber interpretado a Tim Palmer en la serie Sons and Daughters, a Fiorelli en todas las películas de Cody y a Sid Walker en la serie Home and Away.

## Biografía
Es hijo de Dominic y Lilly, tiene un hermano Joe y una hermana Anna.
Es buen amigo del actor Russell Crowe y de su esposa la actriz Danielle Spencer, de quienes fue padrino de boda.
Salió durante un tiempo con Clea Molineaux.

## Carrera
Robert ha aparecido como invitado en varios episodios de series de televisión como Embassy, Police Rescue, G.P., Wildside, Good Guys Bad Guys, Stingers, Outriders, Sir Arthur Conan Doyle's The Lost World y BeastMaster, entre otras.
De 1984 se unió al elenco principal de la serie Sons and Daughters donde interpretó a Tim Palmer hasta 1986.
En 1988 participó en las miniseries dramáticas Bordertown, Emma: Queen of the South Seas y en All the Way donde trabajo junto a Vince Colosimo, Jacqueline McKenzie y Dannii Minogue.
En el 2000 participó en las series Blue Heelers y Tales of the South Seas. Un año después apareció en Water Rats donde interpretó a Agi Fatseas y en la serie familiar Outriders como Fenech.
Entre el 2002 y el 2003 interpretó a AK en las películas The Matrix Reloaded y The Matrix Revolutions; AK es un genio en computadoras, que pone a las personas dentro y fuera de Matrix cuando es necesario. También participó en películas como The Policy, The Pact -donde interpretó a un psicópata- y el drama Future Tense donde interpretó a Philip Kindred.
En el 2005 interpretó al capitán Fisher en la película The Great Raid, Fisher es el cirujano de la compañía Charlie.
En el 2006 se unió al drama The Caterpillar Wish donde interpretó a Stephen Knight, el hermano de Elizabeth Roberts, quien vive atormentado por la muerte de su esposa e hija.
En el 2007 interpretó al productor de televisión Ian Breckel en la película de terror The Condemned. La película narra como a Ian se le ocurre una idea para un nuevo reality show, la cual consiste en tomar a diez prisioneros condenados a muerte y llevarlos a una isla desierta: todos los concursantes tendrán en una pierna una bomba que detonará en 30 horas, y para asegurar que los concursantes participen el ganador recibirá una gran cantidad de dinero y su libertad. El único problema es que solo puede haber un ganador y este tendrá que matar sistemáticamente al resto de concursantes. La isla alberga varias cámaras ocultas para filmarlos en su lucha a muerte. Pero Ian tiene el plan de subir el macabro juego en vivo por internet y cobrar a los espectadores por verlo.
En el 2008 se unió al elenco de la primera temporada de Underbelly, donde interpretó a Tony Mokbel, un narcotraficante de origen libanés y enemigo de la familia Moran. Para el papel Robert tuvo que aumentar 15kg.
En el 2009 apareció en la película de crimen Storage, apareció en la serie Carla Cametti PD donde interpretó a Tony Cametti el hermano de Carla. También apareció en la aclamada serie australiana Neighbours donde interpretó a Phil Andrews, un hombre que después de rescatar a Zeke Kinski, lo secuestra y le hace creer que es su hijo fallecido Trent.
Ese mismo año apareció por primera vez como invitado en la exitosa serie australiana Home and Away donde interpretó al doctor Sid Walker, sin embargo Sid junto a su familia se fueron de Summer Bay, luego de que Sid no soportara la vergüenza que había causado su amorío con la amiga de su hija, Nicole Franklin. El 22 de junio de 2010 Robert regresó uniéndose al elenco principal de la serie, hasta el 18 de julio de 2013 después de que su personaje se mudara a Broken Hill al conseguir un trabajo. Robert regresó a la serie brevemente el 7 de noviembre del mismo año para asistir a la boda de su hijo Dexter y se fue el 13 de noviembre del mismo año.
En el 2011 apareció como personaje recurrente durante la tercera temporada de la serie East West 101 donde interpretó al Coronel Oliver Troy.
En el 2014 Robert interpretó nuevamente al narcotraficante Tony Mokbel en la miniserie Fat Tony & Co.
En agosto del 2018 se anunció que se había unido al elenco principal de la nueva serie Bite Club donde dará vida al detective sargento Jim Russo, quien se acuesta con su jefa Anna Morton (Deborah Mailman) en secreto, Jim también es el mejor amigo del detective Dan (Todd Lasance).

## Filmografía

### Series de televisión
| Año               | Serie                          | Personaje                 | Notas                            |
| ----------------- | ------------------------------ | ------------------------- | -------------------------------- |
| 2018 - presente   | Bite Club                      | Det. Sgt. Jim Russo       |                                  |
| 2018              | Street Smart                   | Vince                     | ep. "The Great Train Robbery"    |
| 2017              | Janet King                     | Darren Faulkes            | 4 episodios                      |
| 2017              | Blue Murder: Killer Cop        | James Kinch               | Ep. #1 - miniserie               |
| 2016              | No Activity                    | Voces Adicionales         | 3 episodios                      |
| 2016              | Brock                          | Eric "Rick" Dowker        | ep. #1.2 - miniserie             |
| 2015              | The Principal                  | Dino Abbadelli            | 4 episodios                      |
| 2015              | Miss Fisher's Murder Mysteries | Guido Lupinacci           | episodio "Murder and Mozzarella" |
| 2014              | Fat Tony & Co                  | Tony Mokbel               | 9 episodios                      |
| 2009, 2010 - 2013 | Home and Away                  | Dr. Sid Walker            | 737 episodios                    |
| 2011              | East West 101                  | Oliver "Toby" Troy        | 6 episodios                      |
| 2009              | Neighbours                     | Phil Andrews              | 5 episodios                      |
| 2009              | Carla Cametti PD               | Tony Cametti              | 6 episodios                      |
| 2007 - 2008       | Satisfaction                   | Nick                      | 11 episodios                     |
| 2008              | Underbelly                     | Tony Mokbel               | 8 episodios                      |
| 2007              | The Starter Wife               | Bob                       | episodio "Hour 6"                |
| 2007              | Dangerous                      | Craig                     | 8 episodios                      |
| 2006              | Nightmares and Dreamscapes     | Dr. Peter Jennings/Jagger | 2 episodios                      |
| 2005 - 2006       | The Alice                      | Simon Westlake            | 2 episodios                      |
| 2004 - 2005       | The Cooks                      | Michael                   | 5 episodios                      |
| 2002              | BeastMaster                    | Arnath                    | episodio "Double Edged"          |
| 2002              | The Lost World                 | Profesor Campbell         | episodio "Suspicion"             |
| 2001              | Water Rats                     | Detective Agi Fatseas     | 5 episodios                      |
| 2001              | Outriders                      | Fenech                    | 4 episodios                      |
| 2000              | Tales of the South Seas        | -                         | 2 episodios                      |
| 2000              | Blue Heelers                   | Bernie O'Halloran         | 2 episodios                      |
| 1999              | Stingers                       | Dino Rossi                | 6 episodios                      |
| 1998              | Wildside                       | Jimmy Jago                | 3 episodios                      |
| 1998              | Good Guys Bad Guys             | Cosimo Mazzini            | episodio "Dog People"            |
| 1991 - 1996       | G.P.                           | Peter Fowler              | 4 episodios                      |
| 1996              | Twisted Tales                  | Steve                     | episodio "Cold Revenge"          |
| 1995              | Bordertown                     | Cesare                    | miniserie                        |
| 1993              | Time Trax                      | Zack Elliott              | episodio "Darien Comes Home"     |
| 1992              | Police Rescue                  | Conductor de Camión       | episodio "Stakeout"              |
| 1990              | Embassy                        | Rashid                    | episodio "Foreign Affairs"       |
| 1988              | All the Way                    | Mr. Bianchi               | miniserie                        |
| 1988              | Emma: Queen of the South Seas  | Coe Forsayth              | miniserie                        |
| 1984 - 1986       | Sons and Daughters             | Tim Palmer                | 195 episodios                    |

### Películas
| Año  | Serie                                 | Personaje               | Notas                                                                                             |
| ---- | ------------------------------------- | ----------------------- | ------------------------------------------------------------------------------------------------- |
| 2014 | The Water Diviner                     | Líder Evzone            | junto a Olga Kurylenko, Russell Crowe, Jai Courtney, Isabel Lucas & Jacqueline McKenzie           |
| 2013 | Mystery Road                          | Oficial Roberts         | junto a Hugo Weaving, Ryan Kwanten, Damian Walshe-Howling, Roy Billing & Samara Weaving           |
| 2011 | Swerve                                | Logan                   | junto a Vince Colosimo, Emma Booth, David Lyons, Roy Billing, Chris Haywood & Travis McMahon      |
| 2011 | The Dragon Pearl                      | Philip Dukas            | junto a Sam Neill                                                                                 |
| 2010 | Arctic Blast                          | Barker                  | junto a Michael Shanks, Alexandra Davies, Saskia Hampele e Indiana Evans                          |
| 2009 | Storage                               | Francis                 | junto a Saskia Burmeister                                                                         |
| 2008 | Bleeders                              | Lenny                   | junto a Anthony Hayes & Jay Ryan                                                                  |
| 2008 | Eleven                                | Jake Tarasnsky          | junto a Socratis Otto & Diarmid Heidenreich                                                       |
| 2007 | The Condemned                         | Ian Breckel             | junto a Rick Hoffman, Steve Austin, Vinnie Jones & Luke Pegler                                    |
| 2006 | BlackJack: At the Gates               | Tom Lyndon              | junto a Colin Friels                                                                              |
| 2006 | The Caterpillar Wish                  | Stephen Knight          | junto a Susie Porter, Philip Quast, Khan Chittenden, Will Traeger & Wendy Hughes                  |
| 2005 | The Great Raid                        | Capitán Fisher          | junto a Benjamin Bratt, James Franco, Christopher Morris & Luke Pegler                            |
| 2005 | Man-Thing: la naturaleza del miedo    | Mike Ploog              | junto a Rachael Taylor, Alex O'Loughlin & Matthew Le Nevez                                        |
| 2004 | Salem's Lot                           | Dr. James Cody          | junto a Rob Lowe, Donald Sutherland, Chris Haywood, Brendan Cowell & Bree Desborough              |
| 2004 | Small Claims                          | Todd Fehkers            | junto a Rebecca Gibney, Freya Stafford & Claudia Karvan                                           |
| 2003 | The Matrix Revolutions                | AK                      | junto a Keanu Reeves, Laurence Fishburne, Carrie-Anne Moss & Hugo Weaving                         |
| 2003 | The Matrix Reloaded                   | AK                      | junto a Keanu Reeves, Laurence Fishburne, Carrie-Anne Moss & Hugo Weaving                         |
| 2003 | Future Tense                          | Philip Kindred          | junto a Naveen Andrews, Nicholas Hammond & Diane Neal                                             |
| 2003 | The Policy                            | Peter Walker            | -                                                                                                 |
| 2002 | The Pact                              | Wilga Roberts           | junto a Peter O'Brien, Essie Davis, Basia A'Hern & Jamie Croft                                    |
| 2001 | Echo                                  | Edouard                 | -                                                                                                 |
| 2001 | Jet Set                               | -                       | junto a Marshall Napier, Ryan Johnson & Deborah Kennedy                                           |
| 2000 | Vertical Limit                        | Brian Maki              | junto a Chris O'Donnell, Temuera Morrison, Ben Mendelsohn & Izabella Scorupco                     |
| 2000 | Green Sails                           | Craig Sheridan          | junto a Jay Laga'aia, Sullivan Stapleton, Damien Garvey & Marcus Graham                           |
| 1999 | Spank                                 | Pauilie                 | junto a Álex Blias                                                                                |
| 1998 | Never Tell Me Never                   | Dr. Adrián Cohen        | junto a Claudia Karvan, Michael Caton, John Howard, Geoff Morrell, Joel Edgerton & Justine Clarke |
| 1998 | Cody: The Wrong Stuff                 | Fiorelli                | junto a Gary Sweet                                                                                |
| 1997 | Wanted                                | Su-Ming                 | junto a Russell Crowe                                                                             |
| 1997 | Heaven's Burning                      | Mahood                  | junto a Russell Crowe, Youki Kudoh, Anthony Phelan, Kate Fitzpatrick & Salvatore Coco             |
| 1996 | The Territorians                      | Terry Gittoes           | junto a Peter Adams, Ullie Birve, Aaron Pedersen, Jamie Croft & Steven Vidler                     |
| 1996 | Mcleod's Daughters                    | Patrick                 | junto a Tammy MacIntosh                                                                           |
| 1996 | The Beast                             | Ensign Rains            | junto a William Petersen, Charles Martin Smith, Matt Day, Marshall Napier & Les Hill              |
| 1996 | Offspring                             | Ben King/Carlo          | -                                                                                                 |
| 1996 | Cody: Fall from Grace                 | Fiorelli                | junto a Gary Sweet                                                                                |
| 1995 | Cody: The Burnout                     | Fiorelli                | junto a Gary Sweet & Shane Bourne                                                                 |
| 1994 | Street Fighter                        | Carlos "Charlie" Blanka | -                                                                                                 |
| 1994 | Cody: Bad Love                        | Fiorelli                | junto a Gary Sweet                                                                                |
| 1994 | Cody: A Family Affair                 | Fiorelli                | junto a Gary Sweet                                                                                |
| 1994 | Official Denial                       | Michael Novado          | -                                                                                                 |
| 1994 | Cody: The Tipoff                      | Fiorelli                | junto a Gary Sweet                                                                                |
| 1994 | The Food: Who Will Save Our Children? | Fiorelli                | -                                                                                                 |
| 1990 | The Crossing                          | Sam                     | junto a Russell Crowe, Danielle Spencer, Emily Lumbers & Ben Oxenbould                            |
| 1989 | The Hijacking of the Achille Lauro    | Aldo                    | junto a Karl Malden, Lee Grant, Vera Miles & Barry Otto                                           |

### Productor
| Año  | Programa | Notas |
| ---- | -------- | ----- |
| 2007 | U-Turn   | -     |

### Teatro
| Año  | Obra                                  | Personaje | Director         | Teatro                 | Notas                                                       |
| ---- | ------------------------------------- | --------- | ---------------- | ---------------------- | ----------------------------------------------------------- |
| 2009 | Baghdad Wedding                       | Ibraheem  | Geordie Brookman | Belvoir Street Theatre | junto a Yalin Ozucelik, Melanie Vallejo & Benjamin Winspear |
| 1997 | Rosencrantz and Guildenstern are Dead | -         | Jeremy Sims      | Comedy Theatre         | junto a Ross Anderson, Michael Beckley & James Oxenbould    |